# Torre dell'Antoglietta
La torre dell'Antoglietta è una torre di età medievale di Antoglia, frazione di Villa Castelli.
Fu costruita dalla famiglia Nantolio, come parte del complesso sistema difensivo di Oria e Francavilla Fontana.
La precedente masseria è stata ristrutturata e adibita a fortificazione costruendo una torre merlata nel 1450 dal principe Giovanni Antonio Orsini Del Balzo. Passò quindi al marchese di Oria Giovanni Bernardino Bonifacio, nel XV secolo. 
La famiglia Imperiali nel XVII secolo acquista la torre dell'Antoglia insieme alla fortezza medievale di Monte Castelli.
La Torre passa successivamente al duca di Monteiasi, Gioacchino Ungaro, nell'anno 1793.
La torre medievale del XIV secolo è nella frazione dell'Antoglia estesa sino alle sorgenti del Canale Reale, nel territorio meridionale del comune di Villa Castelli, protetta da alte mura di corte dette Paralupi e dotata di merlature e feritoie.
Il castello venne poi affidato al castellano Antonio d'Arco.
Nel 1797 il feudo passò per successione ai marchesi Carducci Agostini, che lo tennero fino all'emanazione della legge del Regno di Napoli 2 agosto 1806 n. 130, con la quale fu abolita definitivamente la feudalità.
Alla fine del XVIII secolo le merlature ed i cannoni furono rimossi. 
Nel 1822 parte delle scuderie fu utilizzata per la realizzazione di una cappella, dedicata al Santissimo Crocifisso. 
Nel 1830 la chiesa venne elevata a parrocchia e consacrata dal vescovo di Oria.
Nel 1900 il Castello venne donato come caserma e scuola.